# Marianne (ziar, 1932-1940)
Marianne este numele unui ziar politic și literar cu orientare de stânga, care a fost publicat la Paris în anii 1930. Publicație pacifistă, ea se prezenta drept un „hebdomadar al elitei intelectuale franceze și străine”.
Ziarul, lansat în 1932 de către Gaston Gallimard, a fost plasat sub conducerea lui Emmanuel Berl până la plecarea sa în 1937. Pierre Bost a fost redactor-șef, iar André Malraux a fost implicat în stabilirea conținutului publicației. Încă din 1933 fotomontajele politice semnate de Marinus au devenit marca distinctivă a ziarului, fiind publicate mai mult de 250 de episoade. În acele pagini Hitler, Stalin, Churchill și alți lideri politici ai vremii au fost puși în posturile cele mai comice, inspirate adesea de clasici.
Printre colaboratorii acestui hebdomadar s-au numărat Antoine de Saint-Exupéry, Georges Auric, Julien Benda, Pierre Mac Orlan, Jean Rostand, Henri Troyat, Herbert George Wells, Marlene Dietrich, Marie Bonaparte, Suzanne Chantal, Marcel Aymé și alții.
Marianne a avut o mare influență în cercurile intelectuale de stânga, dar succesul său limitat (avea un tiraj de 60.000 de exemplare în 1936) l-a determinat pe Gallimard să-l vândă în 1937. Ziarul s-a depolitizat, iar publicarea acestuia a încetat definitiv în august 1940, după ocuparea Franței de către Germania Nazistă.
În 1997 Jean-François Kahn a început publicarea unui hebdomadar cu același nume.

## Legături externe
- fr  Edițiile ziarului scanate pe gallica.bnf.fr/ (Bibliothèque nationale de France)